# 中興 (于闐)
中興（ちゅうこう）は、于闐の尉遅達磨の治世で使用された元号。
978年? - 985年?。

## 概要
中興は、敦煌で発見された于闐語文書の中に確認される。
孟凡人によれば、尉遅達磨が使用した中興は元年から5年（978年-982年）とし、在位期間の下限を985年と考察し、本項目もこれに依拠している。
しかし、蒲本立は元号使用期間を978年-982年頃と、哈密屯則は978年-982（若しくは986年頃）とする説も提出されており、定説が確立するに至っていない。

## 西暦・干支との対照表
| 中興 | 元年  | 2年   | 3年   | 4年   | 5年   | 6年   | 7年   | 8年   |
| 西暦 | 978年 | 979年 | 980年 | 981年 | 982年 | 983年 | 984年 | 985年 |
| 干支 | 戊寅  | 己卯  | 庚辰  | 辛巳  | 壬午  | 癸未  | 甲申  | 乙酉  |